# Bravados
Bravados (ang. The Bravados) – amerykański western z 1958 roku w reżyserii Henry’ego Kinga.

## Opis
Samotny jeździec Jim Douglass (Gregory Peck) przybywa do małego miasteczka Rio Arriba. Tajemniczy mężczyzna zjawił się tu, by zobaczyć egzekucję czterech bandytów. Oskarża ich o gwałt i morderstwo jego żony. Mordercy uciekają z więzienia. Teraz Jimowi nie pozostaje nic innego, jak wziąć sprawiedliwość we własne ręce. Mężczyzna staje na czele pościgu.

## Obsada
- Gregory Peck jako Jim Douglass
- Joan Collins jako Josefa Velarde
- Lee Van Cleef jako Alfonso Parral
- Stephen Boyd jako Bill Zachary
- Albert Salmi jako Ed Taylor
- Herbert Rudley jako szeryf Schanzez